# Carl Heinrich Remé
Carl Heinrich Remé, auch Karl, (* 20. April 1831 in Lübeck; † 8. Februar 1874 in Hamburg) war ein deutscher Architekt.

## Leben
Remé stammte aus einer hugenottischen Familie von Steinhauern, die am Ende des 18. Jahrhunderts nach Lübeck gekommen war, und war der Sohn des Steinhauers und Bauunternehmers Georg Christian Remé. Er besuchte 1850/1851 die Berliner Bauakademie und 1851 bis 1853 die Staatliche Akademie der Bildenden Künste Karlsruhe. 1855 eröffnete er mit Ernst Glüer ein Architekturbüro in Hamburg. Gemeinsam entwarfen sie eine Reihe von zumeist kirchlichen Bauten. Im Jahr 1871 wurde sein Entwurf für den Neubau eines Schulgebäudes in Rendsburg bei einem Wettbewerb mit dem ersten Preis ausgezeichnet. Das Gebäude wurde 1877 nach seinem Entwurf errichtet.
Von 1869 bis 1872 gehörte Remé der Bürgerschaft der Freien und Hansestadt Hamburg an. Am 12. Januar 1872 wurde er vom Senat zum Baupolizeiinspektor erwählt, starb jedoch schon 1874. Er war Mitglied und Diacon (Vorsteher) der Reformierten Gemeinde in Hamburg und Mitglied im Hamburger Künstlerverein von 1832.
Wilhelm Remé war sein jüngerer Bruder und ebenfalls Abgeordneter der Bürgerschaft.

## Bauten und Entwürfe
- 1851: Schwerdtfeger-Gruft auf dem Kirchhof in Warder (Kreis Segeberg)[5]

Bis 1867 Gemeinschaftlich mit Ernst Glüer:
- 1858/1860: St.-Anschar-Kapelle in Hamburg, Valentinskamp 20 (St.-Anschar-Platz, Ende der 1960er Jahre abgerissen)
- 1861/62: Jerusalem-Kirche in der Königstraße (heute Poststraße) in der Neustadt (zerstört)[6]
- 1861/1863: Dreieinigkeitskirche in Todenbüttel[7]
- 1861/1863: Heiligen-Geist-Kirche in Wacken[8]
- 1863: Wettbewerbsentwurf für ein Hauptgebäude der Universität Kiel (prämiert mit dem 1. Preis, jedoch nicht ausgeführt)[9]
- 1867/1869: Immanuelskirche in Barmen[9]